# Sussex County, Delaware
Sussex County är ett county i delstaten Delaware, USA. Sussex är ett av tre countyn i Delaware och ligger i den södra delen av staten. Den administrativa huvudorten (county seat) är Georgetown. År 2010 hade Sussex County 197 145 invånare.

## Historia
Sussex County grundades år 1683.

## Geografi
Enligt United States Census Bureau så har Sussex County en total area på 3 098 km². 2 429 km² av den arean är land och 668 km² är vatten.

### Angränsande countyn
- Kent County, Delaware - norr
- Cape May County, New Jersey - nordöst
- Worcester County, Maryland - syd
- Dorchester County, Maryland - sydväst
- Wicomico County - sydväst
- Caroline County, Maryland - nordväst